# Escorxador municipal de Massamagrell
L'escorxador municipal de Massamagrell va ser construït en 1910. Està compost per tres naus, estant la central dividida en dos compartiments. El primer compartiment estava destinat al sacrifici del ramat, el segon destinat a la neteja de les deixalles de les reses.